# Абалакское сельское поселение
Абалакское се́льское поселе́ние — муниципальное образование в Тобольском районе Тюменской области Российской Федерации.
Административный центр — село Абалак.

## География
Абалакское сельское поселение находится на юго-востоке Тобольского района. По поселению протекает крупнейшая река — Иртыш. Местность Абалакского поселения неровная — географический ландшафт низинный по В. А. Николаеву. Общая площадь земель Абалакского сельского поселения 17300 га, из них:
- земли населённых пунктов — 332 га (в том числе: с. Абалак — 198 га; д. Араповская — 27 га; с. Преображенка — 107 га);
- земли лесного фонда —  15309 га;
- земли сельскохозяйственного назначения — 1502 га;
- земли промышленности и иного специального назначения — 151 га;
- земли водного фонда — 429 га;
- земли запаса — 27 га[4]. Общая протяжённость границы Абалакского сельского поселения составляет порядка 78,43 км.

## История
Статус и границы сельского поселения установлены Законом Тюменской области от 5 ноября 2004 года № 263 «Об установлении границ муниципальных образований Тюменской области и наделении их статусом муниципального района, городского округа и сельского поселения».

## Население
| 2010  | 2011  | 2012  | 2013  | 2014  | 2015  | 2016  |
| ----- | ----- | ----- | ----- | ----- | ----- | ----- |
| 1036  | ↘1035 | ↘1031 | ↘1027 | ↗1042 | ↗1044 | ↘1030 |
| 2017  | 2018  | 2019  | 2020  | 2021  |       |       |
| ↘1023 | ↘1009 | ↘976  | ↘963  | ↗1279 |       |       |

## Состав сельского поселения
| № | Населённый пункт | Тип населённого пункта       | Население |
| - | ---------------- | ---------------------------- | --------- |
| 1 | Абалак           | село, административный центр | 806       |
| 2 | Араповская       | деревня                      | 6         |
| 3 | Преображенка     | село                         | 224       |